# Collegio di Rother Valley
Rother Valley è un collegio elettorale inglese della Camera dei comuni del Parlamento del Regno Unito, situato nel South Yorkshire, nella regione dello Yorkshire e Humber. Elegge un membro del Parlamento con il sistema maggioritario a turno unico. Il rappresentante del collegio dal 2024 è Jake Richards del Partito Laburista.

## Estensione

Rother Valley dal 2010 al 2024

- 1918-1949: i distretti urbani di Handsworth e Swinton e i distretti rurali di Kiveton Park e parte di Rotherham.
- 1950-1983: i distretti urbani di Maltby e Rawmash e i distretti rurali di Kiveton Park e Rotherham.[1]
- 1983-2010: i ward del borgo di Rotherham di Anston and Woodsetts, Aston, Orgreave and Ulley, Brinsworth, Catcliffe and Treeton, Kiveton Park, Maltby, St. John’s e Thurcroft and Whiston.
- 2010-2024: i ward del borgo metropolitano di Rotherham di Anston and Woodsetts; Dinnington; Hellaby; Holderness; Maltby; Rother Vale; Sitwell e Wales.
- dal 2024: i ward del borgo metropolitano di Rotherham di Anston and Woodsetts; Aston and Todwick; Aughton and Swallownest; Dinnington; Hellaby and Maltby West; Maltby East; Sitwell; Thurcroft and Wickersley South e Wales.[2]

Il collegio di Rother Valley copre un'area del borgo metropolitano di Rotherham situato a sud di Rotherham stessa.

## Membri del Parlamento
| Elezione | Elezione        | Deputato             | Partito      |
| -------- | --------------- | -------------------- | ------------ |
|          | 1918            | Thomas Walter Grundy | Laburista    |
| 1935     | Edward Dunn     |                      | Laburista    |
| 1945     | David Griffiths |                      | Laburista    |
| 1970     | Peter Hardy     |                      | Laburista    |
| 1983     | Kevin Barron    |                      | Laburista    |
|          | 2019            | Alexander Stafford   | Conservatore |
|          | 2024            | Jake Richards        | Laburista    |

## Risultati elettorali

### Elezioni negli anni 2020
| Partito                    | Partito                                           | Candidato                  | Risultati 4 luglio 2024 | Risultati 4 luglio 2024 |
| Partito                    | Partito                                           | Candidato                  | Voti                    | %                       |
| -------------------------- | ------------------------------------------------- | -------------------------- | ----------------------- | ----------------------- |
|                            | Laburista                                         | Jake Richards              | 16 023                  | 38,51                   |
|                            | Conservatore                                      | Alexander Stafford         | 15 025                  | 36,11                   |
|                            | Reform UK                                         | Tony Harrison              | 7 679                   | 18,46                   |
|                            | Verdi                                             | Paul Martin                | 1 706                   | 4,10                    |
|                            | Lib Dem                                           | Colin Taylor               | 1 175                   | 2,82                    |
|                            |                                                   |                            |                         |                         |
| Iscritti                   | Iscritti                                          | Iscritti                   | 69 460                  | 100,00                  |
| ↳ Votanti (% su iscritti)  | ↳ Votanti (% su iscritti)                         | ↳ Votanti (% su iscritti)  | 41 608                  | 59,90                   |
| ↳ Astenuti (% su iscritti) | ↳ Astenuti (% su iscritti)                        | ↳ Astenuti (% su iscritti) | 27 852                  | 40,10                   |
|                            |                                                   |                            |                         |                         |
|                            | Esito: collegio passa da Conservatore a Laburista |                            |                         |                         |

### Elezioni negli anni 2010
| Partito                    | Partito                                           | Candidato                  | Risultati 12 dicembre 2019 | Risultati 12 dicembre 2019 |
| Partito                    | Partito                                           | Candidato                  | Voti                       | %                          |
| -------------------------- | ------------------------------------------------- | -------------------------- | -------------------------- | -------------------------- |
|                            | Conservatore                                      | Alexander Stafford         | 21 970                     | 45,11                      |
|                            | Laburista                                         | Sophie Wilson              | 15 652                     | 32,14                      |
|                            | Brexit                                            | Allen Cowles               | 6 264                      | 12,86                      |
|                            | Lib Dem                                           | Colin Taylor               | 2 553                      | 5,24                       |
|                            | Verdi                                             | Emily West                 | 1 219                      | 2,50                       |
|                            | Indipendente                                      | Nigel Short                | 1 040                      | 2,14                       |
|                            |                                                   |                            |                            |                            |
| Iscritti                   | Iscritti                                          | Iscritti                   | 74 802                     | 100,00                     |
| ↳ Votanti (% su iscritti)  | ↳ Votanti (% su iscritti)                         | ↳ Votanti (% su iscritti)  | 48 698                     | 65,10                      |
| ↳ Astenuti (% su iscritti) | ↳ Astenuti (% su iscritti)                        | ↳ Astenuti (% su iscritti) | 26 104                     | 34,90                      |
|                            |                                                   |                            |                            |                            |
|                            | Esito: collegio passa da Laburista a Conservatore |                            |                            |                            |

| Partito                    | Partito                                | Candidato                  | Risultati 8 giugno 2017 | Risultati 8 giugno 2017 |
| Partito                    | Partito                                | Candidato                  | Voti                    | %                       |
| -------------------------- | -------------------------------------- | -------------------------- | ----------------------- | ----------------------- |
|                            | Laburista                              | Kevin Barron               | 23 821                  | 48,13                   |
|                            | Conservatore                           | Bethan Eddy                | 19 939                  | 40,29                   |
|                            | UKIP                                   | Lee Hunter                 | 3 704                   | 7,48                    |
|                            | Lib Dem                                | Katie Pruszynski           | 1 155                   | 2,33                    |
|                            | Verdi                                  | Paul Martin                | 869                     | 1,76                    |
|                            |                                        |                            |                         |                         |
| Iscritti                   | Iscritti                               | Iscritti                   | 75 372                  | 100,00                  |
| ↳ Votanti (% su iscritti)  | ↳ Votanti (% su iscritti)              | ↳ Votanti (% su iscritti)  | 49 595                  | 65,80                   |
| ↳ Astenuti (% su iscritti) | ↳ Astenuti (% su iscritti)             | ↳ Astenuti (% su iscritti) | 25 777                  | 34,20                   |
|                            |                                        |                            |                         |                         |
|                            | Esito: collegio confermato a Laburista |                            |                         |                         |

| Partito                    | Partito                                | Candidato                  | Risultati 7 maggio 2015 | Risultati 7 maggio 2015 |
| Partito                    | Partito                                | Candidato                  | Voti                    | %                       |
| -------------------------- | -------------------------------------- | -------------------------- | ----------------------- | ----------------------- |
|                            | Laburista                              | Kevin Barron               | 20 501                  | 43,60                   |
|                            | UKIP                                   | Allen Cowles               | 13 204                  | 28,08                   |
|                            | Conservatore                           | Gareth Streeter            | 10 945                  | 23,28                   |
|                            | Lib Dem                                | Robert Teal                | 1 992                   | 4,24                    |
|                            | Democratici                            | Sharon Pilling             | 377                     | 0,80                    |
|                            |                                        |                            |                         |                         |
| Iscritti                   | Iscritti                               | Iscritti                   | 74 279                  | 100,00                  |
| ↳ Votanti (% su iscritti)  | ↳ Votanti (% su iscritti)              | ↳ Votanti (% su iscritti)  | 47 019                  | 63,30                   |
| ↳ Astenuti (% su iscritti) | ↳ Astenuti (% su iscritti)             | ↳ Astenuti (% su iscritti) | 27 260                  | 36,70                   |
|                            |                                        |                            |                         |                         |
|                            | Esito: collegio confermato a Laburista |                            |                         |                         |

| Partito                    | Partito                                | Candidato                  | Risultati 6 maggio 2010 | Risultati 6 maggio 2010 |
| Partito                    | Partito                                | Candidato                  | Voti                    | %                       |
| -------------------------- | -------------------------------------- | -------------------------- | ----------------------- | ----------------------- |
|                            | Laburista                              | Kevin Barron               | 19 147                  | 40,94                   |
|                            | Conservatore                           | Lynda Donaldson            | 13 281                  | 28,40                   |
|                            | Lib Dem                                | Wesley Paxton              | 8 111                   | 17,34                   |
|                            | BNP                                    | William Blair              | 3 616                   | 7,73                    |
|                            | UKIP                                   | Tina Dowdall               | 2 613                   | 5,59                    |
|                            |                                        |                            |                         |                         |
| Iscritti                   | Iscritti                               | Iscritti                   | 72 847                  | 100,00                  |
| ↳ Votanti (% su iscritti)  | ↳ Votanti (% su iscritti)              | ↳ Votanti (% su iscritti)  | 46 768                  | 64,20                   |
| ↳ Astenuti (% su iscritti) | ↳ Astenuti (% su iscritti)             | ↳ Astenuti (% su iscritti) | 26 079                  | 35,80                   |
|                            |                                        |                            |                         |                         |
|                            | Esito: collegio confermato a Laburista |                            |                         |                         |

### Elezioni negli anni 2000
| Partito                    | Partito                                | Candidato                  | Risultati 5 maggio 2005 | Risultati 5 maggio 2005 |
| Partito                    | Partito                                | Candidato                  | Voti                    | %                       |
| -------------------------- | -------------------------------------- | -------------------------- | ----------------------- | ----------------------- |
|                            | Laburista                              | Kevin Barron               | 21 871                  | 55,38                   |
|                            | Conservatore                           | Colin Phillips             | 7 647                   | 19,36                   |
|                            | Lib Dem                                | Phil Bristow               | 6 272                   | 15,88                   |
|                            | BNP                                    | Nick Cass                  | 2 020                   | 5,11                    |
|                            | UKIP                                   | Gordon Brown               | 1 685                   | 4,27                    |
|                            |                                        |                            |                         |                         |
| Iscritti                   | Iscritti                               | Iscritti                   | 67 977                  | 100,00                  |
| ↳ Votanti (% su iscritti)  | ↳ Votanti (% su iscritti)              | ↳ Votanti (% su iscritti)  | 39 495                  | 58,10                   |
| ↳ Astenuti (% su iscritti) | ↳ Astenuti (% su iscritti)             | ↳ Astenuti (% su iscritti) | 28 482                  | 41,90                   |
|                            |                                        |                            |                         |                         |
|                            | Esito: collegio confermato a Laburista |                            |                         |                         |

| Partito                    | Partito                                | Candidato                  | Risultati 7 giugno 2001 | Risultati 7 giugno 2001 |
| Partito                    | Partito                                | Candidato                  | Voti                    | %                       |
| -------------------------- | -------------------------------------- | -------------------------- | ----------------------- | ----------------------- |
|                            | Laburista                              | Kevin Barron               | 22 851                  | 62,09                   |
|                            | Conservatore                           | James Duddridge            | 7 969                   | 21,65                   |
|                            | Lib Dem                                | Win Knight                 | 4 603                   | 12,51                   |
|                            | UKIP                                   | David Cutts                | 1 380                   | 3,75                    |
|                            |                                        |                            |                         |                         |
| Iscritti                   | Iscritti                               | Iscritti                   | 69 178                  | 100,00                  |
| ↳ Votanti (% su iscritti)  | ↳ Votanti (% su iscritti)              | ↳ Votanti (% su iscritti)  | 36 803                  | 53,20                   |
| ↳ Astenuti (% su iscritti) | ↳ Astenuti (% su iscritti)             | ↳ Astenuti (% su iscritti) | 32 375                  | 46,80                   |
|                            |                                        |                            |                         |                         |
|                            | Esito: collegio confermato a Laburista |                            |                         |                         |

## Risultati dei referendum

### Referendum sulla permanenza del Regno Unito nell'Unione europea del 2016
|             | Collegio      | Lasciare UE % | Rimanere in UE % |
| ----------- | ------------- | ------------- | ---------------- |
|             | Rother Valley | 66,7%         | 33,3%            |
| Inghilterra | 53,3%         | 46,7%         |                  |
| Regno Unito | 51,9%         | 48,1%         |                  |